# Període de Jemdet Nasr

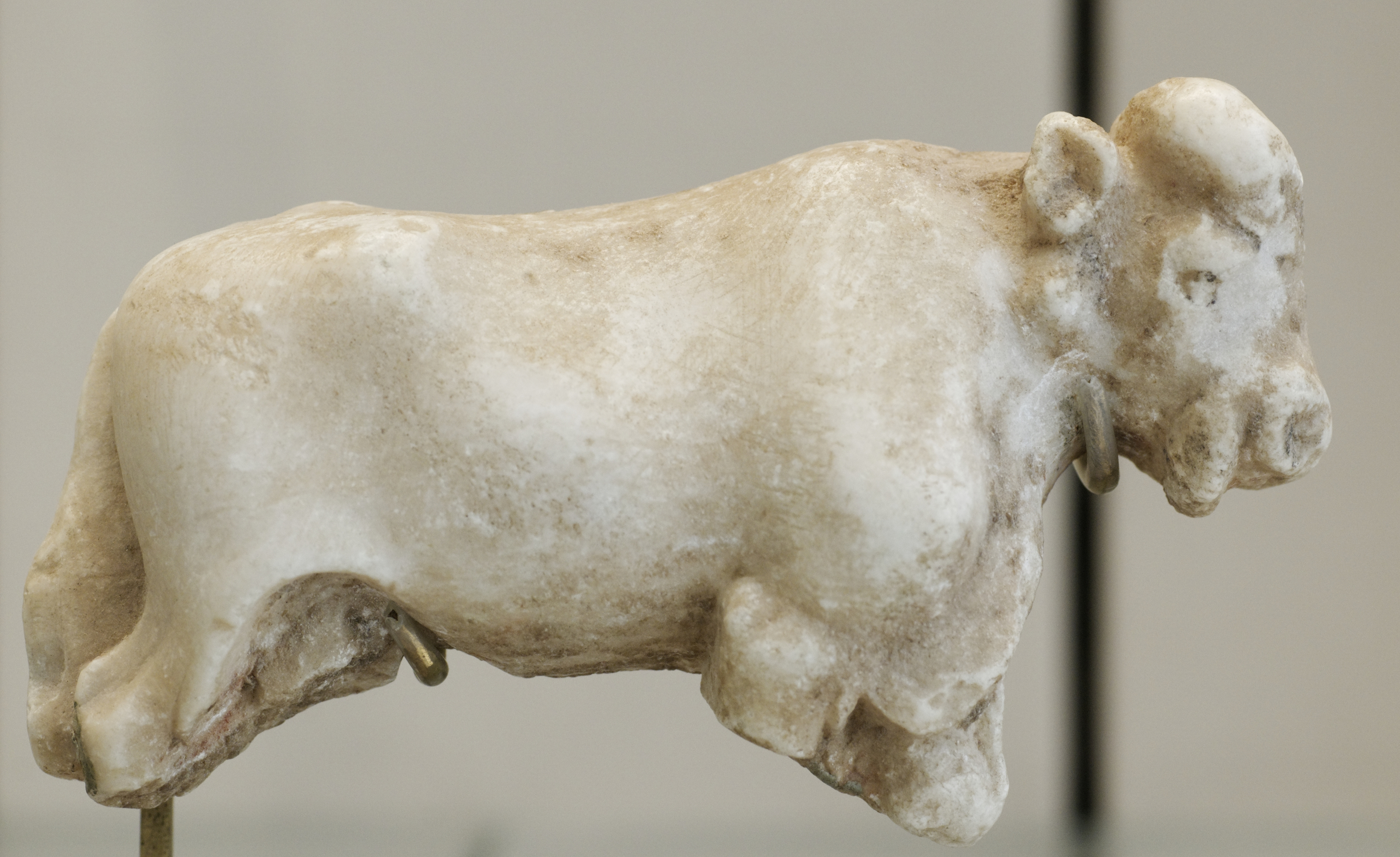
Fragment d'una estàtua de bou trobada a Warka, l'antiga Uruk, i conservada al Museu del Louvre

S'anomena període de Jemdet Nasr un dels períodes arqueològics de la història de Mesopotàmia, comprès entre el 3200 aC i el 3000 aC aproximadament. Es tracta d'un període de transició entre el període d'Uruk —definit per la difusió d'una cultura comuna per tot l'Orient Pròxim— i un període dinàstic arcaic marcat per les diferències regionals. Deu el seu nom al jaciment arqueològic de Jemdet Nasr.
En el període de Jemdet Nasr s'observa la desaparició dels trets ceràmics d'Uruk en els objectes de la perifèria mesopotàmica: Anatòlia, Síria i Pèrsia. Al centre de la conca dels dos rius, Tigris i Eufrates, es va produir el distanciament entre les regions nord i sud; aquesta última, més poblada, va veure l'aparició de noves ciutats que van desplaçar l'anteriorment hegemònica Uruk. L'administració va abandonar l'àmbit regional i es va localitzar en cadascuna de les ciutats, les quals es van diferenciar més entre elles. La població rural es va assentar a les ciutats, les quals oferien avantatges en el control dels recursos dels rius. Això va fer que la població de moltes d'elles creixés considerablement.
Per primera vegada es pot parlar de ciutats estat i ciutats temple, amb això és possible afirmar que aquesta època va suposar un període de crisi i regionalització, que acabaria evolucionant finalment des de les societats més primitives a les societats ja estatals.
En aquest nivell les troballes de documents escrits es veuen reduïts considerablement. Així, a les regions perifèriques, el seu ús va desaparèixer per complet, si bé es va mantenir en la Baixa Mesopotàmia. És probable que, a causa del caràcter administratiu de la major part dels textos, ja no fossin necessaris quan la burocràcia regional va deixar de funcionar.